# Снотра

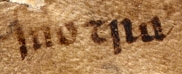
Автор Беовульфа использовал слово «snotra», как синоним «мудрое», «разумное»

Снотра (др.-сканд. Snotra, дословно — «мудрый») — в скандинавской мифологии тринадцатая богиня из числа асов, которая олицетворяет мудрость, знания и спокойствие.
В «Видение Гюльви» (Gylfaginning) — первой части «Младшей Эдды», написанной Снорри Стурлусоном приблизительно в 1220 году, она показана, мудрой, сдержанной и здравомыслящей богиней. Там же сказано, что обычно её именем (snotr) называли мудрых и спокойных мужчин и женщин. Снотра — богиня добродетели, которая владела всеми знаниями.